# Olof Sellman

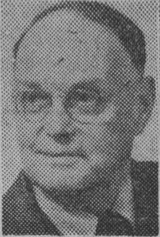
Olof Sellman

Olof Sellman, född 7 november 1890 i Skövde, död 10 juni 1956 i Torslanda församling, Göteborgs och Bohus län, var en svensk arkitekt och grafiker.
Sellman, som var son till skriftställaren Julius Sellman och Augusta Olofsson och från 1927 gift med Ruth Stendahl. Han studerade vid Valands målarskola i Göteborg, vid Kungliga Konsthögskolan 1910 och utexaminerades från Kungliga Tekniska högskolan 1919. Som etsare utbildade han sig privat för Axel Tallberg där han lärde sig tekniken att etsa porträtt. Han var anställd hos Arvid Bjerke och Ragnar Ossian Swensson i Göteborg 1913–1916, innehade egen arkitektbyrå i Stockholm 1919–1920, var arkitekt vid Jubileumsutställningen i Göteborg 1921–1922, vid byggnadsfirma F O Peterson & Söner i Göteborg 1923–1924, innehade egen arkitektbyrå i Göteborg 1925–1928 och var arkitekt vid Göteborgs drätselkammares arkitektbyrå från 1928. Han skrev facktekniska artiklar i dagspressen, deltog i ett flertal arkitekttävlingar och erövrade såväl första som andra priser. Som illustratör illustrerade han Axel Ahlströms Våra store män i bild och rim 1928. Sellman är representerad vid Kungliga biblioteket i Stockholm med ett antal porträtt och ett självporträtt och vid Göteborgs stadsmuseum-